# Spirobranchus polytrema
Spirobranchus polytrema är en ringmaskart som först beskrevs av Philippi 1844.  Spirobranchus polytrema ingår i släktet Spirobranchus och familjen Serpulidae. Inga underarter finns listade i Catalogue of Life.